# 约瑟夫·曼格
约瑟夫·曼格（德語：Josef Manger，1913年5月26日—1991年3月13日），德国男子举重运动员。他曾代表德国参加1936年夏季奥林匹克运动会举重比赛，获得男子82.5公斤级金牌。